# Utilidad marginal
La utilidad se define como una medida de la felicidad o satisfacción. Algunos de los factores que influyen en el bienestar o felicidad son inmateriales y no podemos medirlos ni cuantificarlos. Pero un buen número de ellos están ligados al disfrute de bienes y servicios, por lo que podemos suponer que este aspecto, sin ser el único, es un componente muy importante del bienestar de las personas, afirmando que el bienestar de un sujeto está muy relacionado con los bienes y servicios de los que puede disfrutar. A medida que se consumen más bienes y servicios se puede suponer que la utilidad total del individuo aumenta. 
Sin embargo, ese mayor bienestar, ligado al consumo, no crece ilimitadamente ni siempre de la misma forma. El primer vaso de agua cuando estamos sedientos nos resulta extremadamente "útil" (nos produce una enorme satisfacción o bienestar). Pero los sucesivos vasos nos aportarán un bienestar mucho menor y llegará un nivel de consumo en el que nuestra utilidad total no seguiría aumentando por el hecho de que bebiéramos litros y litros. Esto llevó a la necesidad de introducir un nuevo concepto complementario al que se le llamó utilidad marginal. 
Se entiende por utilidad marginal de un determinado bien, al aumento (o, en su caso, la disminución) en la utilidad total que nos supone el hecho de consumir una unidad adicional del mismo.

## Historia
El concepto se desarrolló en el siglo XIX dentro de los esfuerzos por explicar el mecanismo de formación de precios por un procedimiento alternativo a la Teoría del valor-trabajo que había sido usada  por los economistas clásicos  (incluyendo los economistas marxistas). La teoría fue acuñada por W.S. Jevons, L. Walras y C. Menger, y en la forma más o menos actual fue resumida por primera vez por el economista Friedrich von Wieser, al que se le atribuye la acuñación del término de utilidad marginal (Grenznutzen). (véase: teoría del valor subjetivo, oferta y demanda).

## Ley de la Utilidad marginal decreciente
Cuanto mayor es la cantidad que consumimos de un bien, menor es la utilidad marginal que nos aporta cada nueva unidad del mismo. 
Un ejemplo de esta ley es el enigma del agua y los diamantes. El precio de un bien se define a través de su utilidad marginal, no a través de la utilidad objetiva. Allí donde el agua está disponible en abundancia, su utilidad marginal es baja; la utilidad marginal de los diamantes es alta a causa de su rareza. Este enunciado aclara la observación diaria de que el aumento repentino de la oferta de un bien, en general, conduce a una caída de su precio.
Todos sabemos que el agua es un bien de cuya posesión depende la vida humana, sin embargo, también sabemos del castigo del agua, que consiste en hacer ingerir el líquido más allá de la capacidad del organismo.
Un jugador, al terminar un partido de tenis, un obrero al final de su jornada de trabajo o después de un esfuerzo físico prolongado, tendrá sed y pedirá algo de beber. En la medida que ingiera líquido (por ejemplo, aunque no necesariamente agua) nos dirá que el primer vaso tiene para él una gran utilidad, que el segundo tiene también una utilidad alta, pero menor que el primero y, si sigue bebiendo, dirá que los vasos siguientes la utilidad de cada uno irá descendiendo.
Si continúa ingiriendo el líquido llegará el momento en que saciará totalmente su sed y desaparecerá la necesidad de beber. Después, un vaso más se transformará en castigo (la necesidad se habrá vuelto repulsiva).
Deduzcamos del ejemplo anterior los conceptos deseados: al agregar dosis de una utilidad total crece, llega a un máximo y después cada unidad que se agrega tiene utilidad negativa (desutilidad). Dicho de otra manera, la dosis de bien que se agrega aumenta la utilidad total que antes se tenía, pero el aumento es cada vez menor, debido a que la utilidad que se otorga a la unidad de bien agregada es menor a la que se le atribuye a la unidad anterior. El proceso continúa hasta que la utilidad adicional es nula y de allí en adelante toda dosis de bien agregada tiene utilidad negativa.
Si se acepta el supuesto de que es posible medir la utilidad (o la satisfacción) con base en los útiles como unidad de medida, estaríamos en posibilidad de cuantificar las observaciones anteriores y representarlas gráficamente, si en el eje vertical representamos dicha unidad de medida y en el eje horizontal las dosis del bien.

### Utilidad total y utilidad marginal
Utilidad: Es un concepto subjetivo que depende de las preferencias de cada consumidor.
La utilidad total resultante del consumo de un bien será la satisfacción obtenida por consumir cierta cantidad de consumo de ese bien en un periodo.
Al consumir más o menos unidades la utilidad total cambia y este cambio en la utilidad total, como resultado de variaciones en una unidad en la cantidad consumida por un intervalo de tiempo, es lo que se conoce como utilidad marginal, que puede expresarse de la siguiente manera:
{\displaystyle {\text{UM}}={\frac {\Delta {\text{UT}}}{\Delta Q}}={\frac {{\text{UT}}_{n}-{\text{UT}}_{n-1}}{Q_{n}-Q_{n-1}}}}
donde {\displaystyle {\text{UM}}} es la utilidad marginal, {\displaystyle {\text{UT}}} es la utilidad total y {\displaystyle Q} son las unidades consumidas.
La expresión indica que la utilidad marginal es el cambio en la utilidad total como consecuencia de un cambio de una unidad en la cantidad consumida, o lo que es lo mismo, la diferencia entre la utilidad total obtenida del consumo de n unidades y la que se obtiene del consumo de n -1 Unidades.
Se puede entender estos conceptos de utilidad total y utilidad marginal con este ejemplo:
| Cantidad | Utilidad total | Utilidad marginal |
| -------- | -------------- | ----------------- |
| 1        | 10             | 10                |
| 2        | 19             | 9                 |
| 3        | 27             | 8                 |
| 4        | 34             | 7                 |
| 5        | 40             | 6                 |
| 6        | 45             | 5                 |
| 7        | 49             | 4                 |
| 8        | 52             | 3                 |
| 9        | 54             | 2                 |
| 10       | 55             | 1                 |
| 11       | 55             | 0                 |
| 12       | 54             | -1                |
Al consumir más unidades del bien x, la utilidad aumenta, pues si se consume solo una unidad, la utilidad total es de 10 útiles; si se consume dos unidades es de 19 útiles y así sucesivamente, hasta que se consume 11 unidades, momento en que llega al punto de saturación, con un total de 55 útiles a la semana. Como se aprecia, la unidad 11 ya no proporciona satisfacción, por lo que la utilidad total se mantiene constante. A partir de este punto ya no es posible incrementar la utilidad con un mayor consumo del bien; por el contrario, si se sigue consumiendo una unidad adicional del bien x, su utilidad total disminuye.
Por otra parte la utilidad marginal es el cambio de la utilidad total que resulta de consumir una unidad más. Así, la primera unidad le proporciona 10 útiles; la segunda 9, que es la diferencia de la utilidad total de consumir dos unidades (19 útiles); la tercera unidad da 8 útiles, que resulta de la utilidad total de tres unidades (27 útiles) y la de dos (19 útiles), etcétera.
Utilidad Marginal: Se refiere a la última cantidad consumida.
Ejemplo: Tablas de utilidad. En las siguientes tablas se muestran en la primera columna las veces que se compra dicho artículo 
Los chocolates cuestan: $2 
Chocolates                     Utilidad marginal                       UM/precio 
```
   1	              150	            75
   2	              125	            62.5
   3	              100	            50
   4	              75	            37.5
   5	              50	            25
```

La fruta cuesta: $5 
Fruta                   Utilidad marginal                  UM/precio 
```
 1	       500	           100
 2	       450	           90
 3	       400	           80
 4	       350	           70
 5	       300	           60
```

Considerando las siguientes tablas de utilidad, si una persona cuenta con $20, ¿cuáles serían las combinaciones óptimas de chocolates y frutas que maximizan el nivel de utilidad?
Si comparamos el primer artículo con el segundo vemos que la utilidad marginal por ingerir la primera vez es de 150 y 500; basándonos en eso, decidimos comprar fruta, que es lo que nos da más puntos de satisfacción. La segunda compra de fruta nos da 450 puntos, mientras que en el chocolate sigue siendo de 150, pues no se ha comprado aún chocolate. En la tercera compra vemos que la utilidad marginal de la fruta es de 400 mientras que la del chocolate sigue siendo de 150. Hasta ahora la suma de puntos y la del dinero gastado es de: 
Número de compra                      Artículo                   Precio          Utilidad marginal 
```
      
1.
er
	         Fruta 	          5	      500
      2.ª	         Fruta	          5	      450
      3.ª	         Fruta	          5	      400
```

En la cuarta compra a simple vista se podría observar que nos conviene comprar fruta, pero si en vez de eso, en las siguientes 3 compras decidimos comprar chocolates la diferencia de tablas serían algo así:
Número de compra                       Artículo                 Precio              Utilidad marginal 
```
      
1.
er
	         Fruta 	         5	       500
      2.ª	         Fruta	         5	       450
      3.ª	         Fruta	         5	       400
      4.ª 	         Choco	         2	       160
      5.ª 	         Choc.	         2	       125
      6.ª 	         Choc.	         1	       75
```

		                               Total  1710
Número de compra                      Artículo               Precio                Utilidad marginal 
```
       
1.
er
	         Fruta         5	       500
       2.ª	         Fruta	       5	       450
       3.ª	         Fruta	       5	       400
       4.ª 	         Fruta	       5	       350
                         Total       1700
```

## Definición neoclásica
Supongamos que un consumidor racional debe decidir gastar su ingreso disponible entre n bienes con algún criterio de optimización. La escuela neoclásica postula la existencia de una función escalar U para cada consumidor definida sobre el conjunto de combinaciones de n bienes que mide la utilidad o satisfacción total U(c) que obtendrá el consumidor después de haber consumido una combinación de bienes dada por las cantidades (q1,...,qn):

{\displaystyle U:\mathbb {R} ^{n}\to \mathbb {R} \qquad U^{(c)}=U(q_{1},...q_{n})}

En esas condiciones se define la utilidad marginal asociada al bien i como el aumento de la utilidad total al consumir una unidad adicional del bien i. Si admitimos que el bien i puede ser infinitamente divisible, la utilidad marginal u viene dada por:

{\displaystyle u:={\frac {\partial U(q_{1},...q_{n})}{\partial q_{i}}}}

La función de utilidad no es directamente medible y es subjetiva, es decir, depende de forma caprichosa de los gustos y deseos de cada consumidor. Así diferentes consumidores obtendrán satisfacciones o utilidades diferentes de la misma combinación de bienes, según sea esta combinación más o menos acorde a sus gustos y deseos.

### Maximización de la utilidad
De acuerdo con los postulados de la escuela neoclásica un consumidor racional tratará de obtener la máxima utilidad de su ingreso disponible lo cual, si admitimos la existencia de la anterior función de utilidad, conllevará que la combinación de bienes escogida por este consumidor racional será precisamente la combinación q que satisface las siguientes ecuaciones:

(1){\displaystyle {\mbox{max}}\quad U(q_{1},...,q_{n})=U({\bar {q}}_{1},...,{\bar {q}}_{n})\qquad {\bar {q}}=({\bar {q}}_{1},...,{\bar {q}}_{n})}

Sujeto a la restricción presupuestaria:

(2){\displaystyle {\bar {q}}_{1}p_{1}+{\bar {q}}_{2}p_{2}+...+{\bar {q}}_{n}p_{n}=r_{D}}

Por la teoría de extremos condicionados de Lagrange, se puede demostrar que las ecuaciones (1) equivalen a las ecuaciones (3), sujetas a la misma restricción presupuestaria:

(3){\displaystyle {\frac {1}{p_{1}}}{\frac {\partial U({\bar {q}})}{\partial q_{1}}}={\frac {1}{p_{2}}}{\frac {\partial U({\bar {q}})}{\partial q_{2}}}=...={\frac {1}{p_{n}}}{\frac {\partial U({\bar {q}})}{\partial q_{n}}}}

Las condiciones anteriores puede resumirse en que el consumidor escogerá aquella combinación de bienes tales que las utilidades marginales divididas de los precios sean todas iguales. Ello significa que, partiendo de la premisa de que la utilidad marginal es decreciente, la maximización de la utilidad sobreviene cuando el último esfuerzo necesario para obtener el beneficio es exactamente igual al beneficio obtenido, momento a partir del cual la siguiente unidad de beneficio requerirá un esfuerzo mayor que el beneficio en su mismo, por lo que no merecerá la pena.

### Curva de demanda
La forma de la función de utilidad determina igualmente la forma de la curva de demanda neoclásica que relaciona la cantidad consumida de un bien con el precio, cuando la utilidad es una función estrictamente convexa y los precios son cantidades positivas. Además puede probarse que si la utilidad marginal es decreciente entonces la curva de demanda tiene pendiente negativa y convexa al origen.
Para ver esto matemáticamente construimos la función auxiliar: {\displaystyle {\boldsymbol {\Phi }}:\mathbb {R} ^{n}\times \mathbb {R} ^{n}\to \mathbb {R} ^{n}} dada por:

{\displaystyle {\begin{cases}\Phi _{1}(p,q)={\cfrac {u_{1}(q)}{p_{1}}}-{\cfrac {u_{2}(q)}{p_{2}}}\\\Phi _{2}(p,q)={\cfrac {u_{1}(q)}{p_{1}}}-{\cfrac {u_{2}(q)}{p_{2}}}\\\dots \\\Phi _{n-1}(p,q)={\cfrac {u_{n-1}(q)}{p_{n-1}}}-{\cfrac {u_{n}(q)}{p_{n}}}\\\Phi _{n}(p,q)=p_{1}q_{1}+\dots +p_{n}q_{n}=Y\end{cases}}}

Las soluciones de la ecuación {\displaystyle {\boldsymbol {\Phi }}(p,q)=0} definen precisamente la "curva" de demanda. Para verificar la existencia de solución de esta ecuación aplicamos el teorema de la función implícita, existirá una función {\displaystyle q=f_{Y}(p)\,} tal que {\displaystyle {\boldsymbol {\Phi }}(p,f_{Y}(p))=0}, siempre y cuando el siguiente determinante no se anule nunca:

{\displaystyle \det[D_{n+i}{\boldsymbol {\Phi }}_{i}]=\det \left[{\frac {\partial {\boldsymbol {\Phi }}_{i}}{\partial p_{i}}}\right]_{i=1\dots n}={\begin{vmatrix}-{\cfrac {u_{1}}{p_{1}^{2}}}&+{\cfrac {u_{2}}{p_{2}^{2}}}&0&\dots &0\\0&-{\cfrac {u_{2}}{p_{2}^{2}}}&+{\cfrac {u_{3}}{p_{3}^{2}}}&\dots &0\\\dots &\dots &\dots &\dots &\dots \\0&\dots &\dots &\dots &+{\cfrac {u_{n}}{p_{n}^{2}}}\\q_{1}&q_{2}&q_{3}&\dots &q_{n}\end{vmatrix}}}

## Críticas
- El filósofo y científico argentino Mario Bunge criticó a la ley de utilidad decreciente por considerarla de carácter pseudocientífico. Afirma que las utilidades no pueden ser medidas de manera científica, y que esa subjetividad impide cualquier estudio empírico. Además, considera sus premisas falsas e incoherentes con otros supuestos de las escuelas de pensamiento que adoptan esta ley (como el de no saciabilidad). También rechaza el supuesto del conocimiento casi perfecto del consumidor o su racionalidad, ya que no coincide con el comportamiento estudiado en modelos psicológicos y de marketing.[2] Según Bunge «la mayor parte de la gente no se comporta racionalmente en situaciones de elección; en particular, habitualmente no actuamos para maximizar nuestras utilidades esperadas, y a menudo ni siquiera identificamos correctamente las opciones posibles (Kahneman y Tversky, 1973, Tversky y Kahneman, 1981)». Algunos estudios empíricos también concluyen que es falso que los consumidores sean coherentes en sus preferencias.[3][4]
- Desde la economía heterodoxa se ha señalado igualmente que modelizar las preferencias mediante una magnitud escalar, y admitir que un defecto en la cantidad deseada de un bien puede ser compensada por un exceso adecuado en la cantidad de otro bien (sobre una curva de indiferencia asociada a un valor de la utilidad) es un supuesto poco realista. En ese contexto se cita el trabajo alternativo del matemático y economista Nicholas Georgescu-Roegen que examinó el supuesto de que las preferencias siguieran un orden lexicográfico y no pudieran ser modelizadas por una magnitud escalar.[cita requerida]